# 4208 Kiselev
4208 Kiselev este un asteroid din centura principală, descoperit pe 6 septembrie 1986 de Edward Bowell.